# Zumbeltz
Zumbeltz fue una aldea española del municipio de Valle de Yerri.

## Toponimia
El lugar puede aparecer referido como «Zumbeltz» y «Zumbelz».

## Historia
Hacia mediados del siglo XIX, el lugar, por entonces perteneciente a Valle de Yerri, tenía contabilizada una población de siete habitantes. Aparece descrito en el decimosexto y último volumen del Diccionario geográfico-estadístico-histórico de España y sus posesiones de Ultramar de Pascual Madoz con las siguientes palabras:

ZUMBELZ: térm. red. de la prov. de Navarra, part. jud. de Estella, valle de Yerri, en cuyo confin set. y en un suave declive está sit. Tiene un edificio bastante capaz, con una venta contigua de gran consuelo para los viajeros; una igl. (Ntra. Sra. de las Nieves), y una fuente. Se estiende 1/2 leg. de N. á S. y 1 de E. á O., con 2 de circunferencia: es secano, participa de llano y montuoso; hay en la parte N. buenos hayedos y una grande borda para cobijar ganado, que tiene goce de pastos en la sierra de Urbasa y Andia. prod.: trigo, maiz, cebada y menuzales; cria ganado lanar, vacuno y caballar; caza de palomas, perdices, liebres y raposos. pobl.: 1 vec., 7 alm. Hasta este térm. red. llega el camino real construido desde los años 1836 á 38 por órden de D. Cárlos, para el transporte de artilleria: comienza en el l. de Bacaicoa y cruza toda la sierra, facilitando la comunicacion entre Navarra y Guipúzcoa.
(Madoz, 1850, p. 678)